# Slag bij Azaz
De Slag bij Azaz vond plaats op 11 juni 1125. Strijdkrachten uit de kruisvaardersstaten onder leiding van Boudewijn II van Jeruzalem versloegen de Seldjoeken geleid door Aq-Sunqur il-Bursuqi en namen vervolgens de stad Azaz in in het graafschap Edessa (nu noordelijk Syrië).

## Achtergrond
Jocelin I van Edessa had Azaz ingenomen bij het beleg van Aleppo (1118). Het jaar daarop werd het kruisvaardersleger onder leiding van Rogier van Salerno verslagen bij de Slag van Ager Sanguinis. Koning Boudewijn II van Jeruzalem werd gevangengenomen terwijl hij grenspatrouille hield in Edessa in 1123.

## De slag
In 1124 werd Boudewijn II weer vrijgelaten, en meteen organiseerde hij een beleg op Aleppo (8 oktober 1124). Dit trok de aandacht van il-Bursuqi, atabeg van Mosoel. Deze marcheerde zuidwaarts om Aleppo te ontzetten. Dit leek te gaan lukken rond begin januari 1125. Boudewijn zag in dat hij langs achter belaagd zou kunnen worden en brak het beleg af en trok zich terug naar Jeruzalem.
Wat later belegerde il-Bursuqi de stad Azaz, ten noorden van Aleppo. Boudewijn II, Jocelin I, en Pons van Tripoli verzamelden een strijdmacht van 1100 ridders, afkomstig uit alle kruisvaardersstaten, aangevuld met 2000 infanteristen. Terwijl il-Bursuqi met zijn leger buiten de stad lag, deed Boudewijn een schijnterugtrekking, lokte de Seldjoeken weg van Azaz naar een open terrein, waar hij ze omsingelde. Na een lange veldslag werden de Seldjoeken verslagen; Boudewijn wist hun kamp te veroveren met de daarbij behorende buit. Daarmee kon hij een aantal christelijke gevangenen vrijkopen, waaronder Jocelin II.

## Nasleep
Deze kruisvaarders overwinning zorgde voor de herinname van Azaz en ook weer voor meer invloed in het gebied dat verloren was gegaan na de Slag van Ager Sanguinis in 1119. Boudewijn II maakte vervolgens plannen om Aleppo in te nemen, maar Bohemund II van Antiochië werd geïnstalleerd (1126) als vorst in Antiochië en begon een dispuut met Jocelin I van Edessa, waardoor Boudewijns plannen even geen doorgang vonden. In 1128 werden de steden Mosoel en Aleppo verenigd onder Zengi, waardoor de plannen van de kruisvaarders bemoeilijkt werden.